# Wanguk
Wanguk is een bestuurslaag in het regentschap Indramayu van de provincie West-Java, Indonesië. Wanguk telt 6705 inwoners (volkstelling 2010).